# کارانویر بوهرا
کارانویر بوهرا (به انگلیسی: karanvir bohra) بازیگر، طراح و تهیه کننده هندی است. از آثار او می‌توان به فیلم تیجا، عروسی پنجابی پاتل اشاره کرد.

## زندگی شخصی

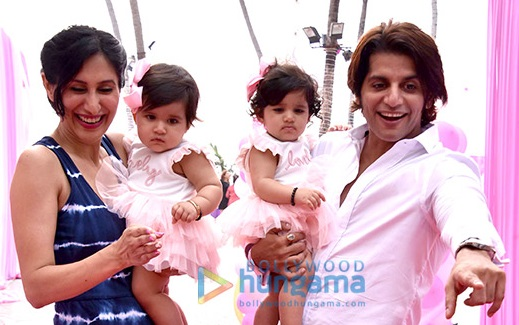
تولد دختر کارانویر بوهرا و تی جی سیدو

کارانویر بوهرا بازیگر موفق هندیست که از هشت سالگی وارد دنیای بازیگری شد. 
شهرت او بیشتر به خاطر بازی در نقش‌های منفی می‌باشد. 
وی متأهل می‌باشد همسر او تیجای سیدو مدل و بازیگر هندی می‌باشد آن دو صاحب دو دختر به نام‌های ویینا و بِلا (نُنو و میکو) بوهرا می‌باشند. 
او در سال ۲۰۱۳ با همسر خود تیجای در Love Yoou Soniye ایفای نقش کرد. 
از دوست‌های صمیمی او می‌توان به سوربهی جیوتی اشاره کرد. 
وی در جشنواره‌های زیادی نامزد و موفق به کسب چندین جایزه از جمله جایزه بهترین نقش اول مرد تلویزیون هند و جایزه بهترین زوج روی صحنه را در کنار سوربهی جیوتی و جایزه نقش برجسته در صنعت تلویزیون و...  شده است.